# Hoplitis ulaangomensis
Hoplitis ulaangomensis är en biart som först beskrevs av Borek Tkalcu 1995.  Hoplitis ulaangomensis ingår i släktet gnagbin, och familjen buksamlarbin. Inga underarter finns listade i Catalogue of Life.